# Death Knights of Krynn
Death Knights of Krynn è il secondo di una trilogia di videogiochi di ruolo basati sull'ambientazione Dragonlance del gioco di ruolo da tavolo Advanced Dungeons & Dragons e sul motore grafico Gold Box, pubblicati dalla Strategic Simulations.
Il videogioco è stato pubblicato nel 1991 per Amiga, Commodore 64 e MS-DOS, e nel 1993 per PC-98 in Giappone dalla Pony Canyon.
Il videogioco continua gli eventi di Champions of Krynn ed è seguito da The Dark Queen of Krynn.

## Trama
È passato un anno dagli eventi di Champions of Krynn, nei quali il gruppo di eroi protagonisti ha aiutato i solamnici a sconfiggere le forze del male a Krynn. Ora il gruppo è stato invitato a una grande celebrazione all'avamposto di Gargath, per commemorare quella vittoria e l'eroe caduto Sir Karl.
All'improvviso il cadavere di Sir Karl in groppa a un drago, entrambi non morti, irrompe durante i festeggiamenti e getta l'avamposto nel caos. Gli eroi dovranno difendere Gargath e poi affrontare la minaccia di una nuova invasione rappresentata soprattutto da nemici non morti. L'antagonista principale è Lord Soth (uno dei Cavalieri della Morte, Death Knights) e fa un'apparizione inaspettata anche Kitiara, defunta generale dei draconici.
A differenza del gioco precedente, Death Knights of Krynn si rifà più direttamente, anche se in modo un po' marginale, ai romanzi di Le cronache di Dragonlance.

## Modalità di gioco
Death Knights of Krynn mantiene più o meno lo stesso sistema di gioco del predecessore e di vari altri titoli Gold Box (questo all'epoca era il settimo) a partire da Pool of Radiance, senza mai grandi rinnovamenti.
Si controlla un gruppo di fino a 6 personaggi che si possono importare da salvataggi di Champions of Krynn o creare nuovi. Per ciascun personaggio sono possibili sette razze e sette classi, alcune divise in sottoclassi. La disponibilità delle classi può dipendere dalla razza; in alcuni casi sono possibili personaggi multiclasse con fino a tre classi. I personaggi sono definiti inoltre dalle sei caratteristiche di AD&D e da varie capacità fisiche e mentali.
Il gruppo si muove insieme e, come nei giochi simili, l'esplorazione può avvenire con vista sulla mappa del territorio a larga scala oppure con una piccola finestra 3D in prima persona quando ci si trova in città, villaggi e ambienti interni.
In caso di combattimento viene caricata la visuale del campo di battaglia, dove si muove un personaggio alla volta nelle otto direzioni, ciascuno per un massimo numero di caselle per turno che dipende soprattutto dal peso dell'inventario trasportato. Si sferrano attacchi in corpo a corpo, con qualche magia o con eventuale arma a distanza (solitamente poco potenti). Si possono subire molti danni in particolare da attacchi alle spalle e, soprattutto, se ci si allontana (anche involontariamente) da un avversario adiacente. I propri personaggi abbattuti devono essere medicati al più presto per evitare la morte definitiva.
Alcune novità di questo titolo nel combattimento sono il comando di mira che rimane selezionato di default sullo stesso bersaglio anche nel turno successivo, la capacità della razza Kender di attirare l'attenzione dei nemici con insulti, e il comando fix per automatizzare le cure magiche alla propria squadra.
L'interfaccia delle versioni occidentali è in inglese, ma nel caso di Amiga e DOS uscirono anche edizioni in tedesco, mentre quella per PC-98 è in giapponese.

## Accoglienza
Tutte le edizioni occidentali (Amiga, Commodore 64, DOS) di Death Knights of Krynn ricevettero generalmente buone recensioni dalla critica, con medie dei voti equiparabili a circa 75%.
Di solito erano apprezzate la giocabilità e l'atmosfera, ma il gioco mancava di innovazione e riproponeva strutture già molto sfruttate.
Il gioco per Commodore 64, secondo le riviste Zzap! (voto 82%) e Commodore Gazette (voto discreto), era ordinario anche dal punto di vista grafico.
Invece nella versione DOS The Games Machine (78%) notava alcuni effetti grafici migliorati, come la magia della palla di fuoco.
La Strategic Simulations dichiara che vendette direttamente 61 958 copie di Death Knights of Krynn, poco più della metà di quelle vendute del predecessore Champions of Krynn.